# Milton Bailey
Milton Ariel Bailey (ur. 13 grudnia 1982) – gwatemalski zapaśnik walczący w stylu klasycznym. Zajął 24 miejsce na mistrzostwach świata w 2006. Brązowy medalista mistrzostw panamerykańskich w 2006. Trzeci na igrzyskach Ameryki Środkowej i Karaibów w 2006. Mistrz igrzysk Ameryki Środkowej w 2006 roku.